# Сан-Мильян-де-Юсо
Сан-Мильян-де-Юсо (Yuso = «вниз» на староиспанском) — в северной Испании королевский монастырь, основанный в XI веке на левом берегу реки Карденас, ниже по её течению возле городка Сан-Мильян-де-ла-Коголья (провинция Риоха). Вместе с другим монастырём Сан-Мильян-де-Сусо (Suso = «вверх»), расположенным выше по течению реки, внесён в список всемирного наследия ЮНЕСКО (с 1997). Должность аббата одного из монастырей была упразднена и сегодня оба монастыря известны под общим названием Сан-Мильян-де-Коголья. Монастырь Юсо прославился ценной библиотекой и уникальными методами хранения огромнейших фолиантов.
В середине VI века святой Мильян основал скит в местности, теперь известной как «Сусо». При жизни святого была построена церковь в вестготском стиле. В следующем веке церковь была расширена, а паломники жили в пещерах напротив. Перестраивалась в 929 г. — во время правления наваррского короля Гарсии I, в мосарабским стиле на королевские пожертвования. Наваррский король Гарсия III в 1053 году приказал возвести монастырь в Юсо, к работам приступили на следующий год, начав с церкви. После обвала в 1595 году северная стена церкви была восстановлена с изменениями.
Монастырь Юсо — это двухэтажное здание, возведённое по принципу звёздно-ребристого свода. В западной части расположены величественные палаты монарха. Стройность церкви достигается за счёт ажурного барочного портала. Высокий хор в восточном конце отделён от нефа двумя решётками из кованого железа, выполненными Франсиско Бису (Francisco de Bisou, 1767). В восточной части находится ризница XVI столетия -
эталон испанской архитектуры «золотого века». Прославленная библиотека монастыря находится на верхнем этаже. В южной части — строгая трапезная. Вход в монастырь — через монументальные ворота в просторный двор.